# DEFCON

Jelenlegi DEFCON szint

A DEFCON (DEFense readiness CONdition, védelmi készenléti szint) az amerikai haderők készenléti szintjét jelzi. A DEFCON szintek tükrözik a katonai események súlyosságát. A DEFCON 1 egy azonnali támadásra való felkészültséget jelenti. A hidegháború alatt a DEFCON 1 szinttől azért féltek, mert nagy valószínűséggel ez a készenléti szint már egy teljes atomháború kitörését előzte volna meg.

## Szintjei
DEFCON 5Ez a szint jelzi a szokásos békebeli készültségi szintet.
DEFCON 4Ez a szint szokásos készültségi szintet jelez, kiterjesztett hírszerzési aktivitással és nemzetbiztonsági eljárásokkal.
DEFCON 3Ez a szint a szokásosnál magasabb készültségi szintet jelez. Az amerikai haderők rádiós hívójeleit a békeidőben használtakról lecserélik titkosítottakra. Ezt a szintet a 2001. szeptember 11-ei terrortámadás után hirdették ki.
DEFCON 2Ez a szint még magasabb készültségi szintet jelez, csupán egy szinttel a maximális készültség alatt. A kubai rakétaválság alatt a stratégiai légiparancsnokság egységei elérték a DEFCON 2 szintet.
DEFCON 1Ez a lehető legmagasabb szintű készültség. Nem ismert, hogy hadgyakorlatokon kívül valaha is elérték-e ezt a szintet, de ezt a készültséget csak egy Amerikát érő támadás vagy várható támadás esetén használnák.

## Külső hivatkozások
- DEFCON DEFense CONdition (angol nyelven). (Hozzáférés: 2009. augusztus 3.)